# Héctor Enrique
Héctor Enrique est un footballeur argentin né le 26 avril 1962 à Lanús. Il évoluait au poste de milieu. Champion du monde avec l'équipe d'Argentine lors de la coupe du monde de football de 1986.